# Rudolf Netstaller
Rudolf Netstaller († 26. August 1444 bei St. Jakob an der Birs) war ab 1439 der 2. Glarner Landvogt.

## Leben
Rudolf Netstaller war verheiratet mit Margaretha Reding, der Tochter von Ital Reding. Er starb 1444 bei der Schlacht bei St. Jakob an der Birs.